# PDP–6
A PDP–6, a Digital Equipment Corporation (DEC) által fejlesztett nagyszámítógép (mainframe), amelyet 1963-ban kezdtek fejleszteni és 1964-ben szállítottak le először. Ez a gép jelentette a DEC belépőjét a nagyszámítógépek piacára, és egyben a rendkívül sikeres PDP–10 család előfutára volt.

## Története
A PDP-6 a DEC első „nagy” gépe volt. A cég korábbi, 18 bites rendszereiről (mint a PDP-1 és PDP-4) tért át a 36 bites szóhosszra, amely akkoriban az olyan nagy gyártók, mint az IBM, a Honeywell és a General Electric nagyszámítógépeinek szabványa volt. A PDP–6 azonban ezen gépekkel ellentétben már a kezdetektől fogva támogatta az időosztásos rendszereket. Összetettsége és az akkori technológia korlátai miatt azonban drága és megbízhatatlan volt, ami kereskedelmi szempontból kudarccá tette: mindössze 23 darabot adtak el belőle. Ennek ellenére a gép nagy hatást gyakorolt a számítástechnika fejlődésére, mivel számos egyetemi és kutatóintézeti környezetbe eljutott, megalapozva a DEC hírnevét a tudományos közösségben. A PDP–6 legnagyobb öröksége, hogy alapul szolgált a PDP-10-es modell kifejlesztéséhez. A PDP–10 már modernebb szilícium tranzisztorokra és a DEC új, „Flip-Chip” moduljaira épült, ami olcsóbbá és megbízhatóbbá tette. A két gép utasításkészlete szinte teljesen megegyezett, így a PDP–6-ra írt szoftverek könnyen átvihetők voltak az újabb modellre.

## Műszaki jellemzők
A PDP-6 egy 36 bites szóhosszal rendelkező számítógép volt, amely 18 bites címzést használt, így 262 144 szót (ami 1,2 MB-nak felel meg) tudott közvetlenül megcímezni a ferritgyűrűs memóriájában. 

### Architektúra
A gép processzora diszkrét germánium tranzisztorokból épült fel, amelyeket a DEC „System Module” nevű nyomtatott áramköri lapjaira szereltek. Az aritmetikai-logikai egység (ALU) egyetlen bitjének megvalósításához egy teljes, nagyméretű panelre volt szükség, ami a korabeli NYÁK-technológia határait feszegette, és hozzájárult a gép megbízhatatlanságához. A PDP-6 egyik figyelemre méltó tulajdonsága a lebegőpontos utasítások hardveres támogatása volt, ami abban az időben ritkaságnak számított.

### Szoftver
A PDP–6-hoz szállított operációs rendszer egy korai verziója volt annak, ami később TOPS-10 néven vált ismertté. Emellett a géphez fejlesztették ki az Incompatible Timesharing System (ITS) nevű operációs rendszert is a Massachusetts Institute of Technology (MIT) mesterséges intelligencia laboratóriumában, ahová a 2-es sorszámú PDP-6-ost szállították. A szoftverfejlesztés főként assembly nyelven történt, a MIDAS makró assembler segítségével. Ezen a gépen fejlesztette ki Richard Greenblatt és csapata a Mac Hack nevű sakkprogramot, amely az első olyan program volt, ami sikeresen vett részt emberi sakkversenyen.